# Carlos Infantas Fernández
Carlos Armando Infantas Fernández (Huancayo, 28 de septiembre de 1948) es un administrador de empresas y político peruano. Fue congresista de la república durante el periodo 2001-2006.

## Biografía
Nació en la ciudad de Huancayo, ubicado en el Departamento de Junín, el 28 de septiembre de 1948.
Es graduado como administrador de empresas y conciliador. Fue funcionario en distintas empresas, entidades bancarias, instituciones y presidente de la Cámara de Comercio de Huancayo.

## Carrera política
Se inicia en la política cuando fue elegido como regidor del Municipio de Huancayo.
Luego, fundó junto a Fernando Olivera el Frente Independiente Moralizador en 1990 y luego postuló al Congreso Constituyente Democrático en las elecciones de 1992, sin embargo, no resultó elegido. De igual manera en su candidatura a la alcaldía huancaína en las elecciones municipales de 1995.

### Congresista de la República
Finalmente, en las elecciones parlamentarias del año 2001, Infantas postuló nuevamente al Congreso de la República representando al Departamento de Junín y resultó elegido como congresista de la república, con 15,138 votos, para el periodo parlamentario 2001-2006.
Durante su labor parlamentaria, fue miembro de las Comisiones de Economía, Descentralización y Regionalización, e Integración y Relaciones Interparlamentarias. Fue también tercer vicepresidente del Congreso durante la presidencia de Henry Pease en el periodo 2003-2004.
Fue blanco de polémicas debido a su postura en contra de la Comisión de la Verdad y Reconciliación, donde acusó a los miembros de 'prosenderistas' y defendió a los militares acusados de violación de derechos humanos.